# Campula oblonga
Campula oblonga är en plattmaskart. Campula oblonga ingår i släktet Campula och familjen Campulidae. Inga underarter finns listade i Catalogue of Life.